# Färnigen
Färnigen ist ein Weiler im Meiental in der Gemeinde Wassen im Kanton Uri in der Schweiz.

## Lage
Der Weiler liegt etwa 50 Meter unterhalb der Sustenpassstrasse auf 1455 m ü. M. im hinteren Meiental. Die umliegenden Gebirgszüge gehören zu den Urner Alpen, wobei das markante Fünffingerstöck-Massiv mit dem 3023 m ü. M. hohen Wendenhorn die höchste von Färnigen aus sichtbare Gebirgsformation ist. Während die Talseite nördlich der Meienreuss von landwirtschaftlichen Rodungsflächen und subalpinem Bergwald geprägt ist, weist die Südseite des Tals eine lockere Bewaldung auf. Die zahlreichen Wasserfälle der Südseite werden durch den von Färnigen aus nicht sichtbaren Rütifirn gespeist. Die südliche Talseite ist nicht durch Wanderwege erschlossen, während auf der Nordseite die Seewenalp mit einem Bergsee und der Seewenalphütte Ziele von mittelschweren Gebirgstouren sind. Durch die geschützte Lage ist Färnigen von den teils starken Luv- und Leewinden des Urner Reusstals kaum betroffen.

## Ortsbild
Durch das rund 20 Gebäude umfassende Färnigen führen der alte Passweg und die alte Sustenstrasse von 1811 mit ihrem erhaltenen Kopfsteinpflaster auf dem Dorfplatz. Von der neuen Sustenstrasse von 1946 wird Färnigen nördlich umfahren.
Färnigen weist als dichte Ansammlung von Holzhäusern und holzverkleideten Steinbauten landwirtschaftlicher Prägung ein geschlossenes Ortsbild auf. Als verputzte Steinbauten stechen das Hotel Edelweiss und die Kapelle St. Johann Nepomuk aus dem Ortsbild heraus. Letztere bildet mit der gegenüberliegenden massiven gemörtelten Bruchsteinmauer (im Volksmund «Heidenmauer» genannt), an der das sogenannte Gabrielihaus als Holzbau nur angelehnt ist, eine torartige Einfassung des Durchgangsweges nach Westen.

## Kapelle St. Johann Nepomuk
Die Kapelle wurde 1794 nach einem verheerenden Dorfbrand neu erbaut, dürfte jedoch einen Vorgängerbau gehabt haben. Sie besteht aus einem Schiff, einem eingezogenen Rechteckchor und einem kleinen Glockenjoch mit Zwiebelhelm. Der Innenraum ist tonnengewölbt und mit zwei Deckenfresken und dezentem Stuck über den Fenstern verziert. Die Heiligenfiguren, der Kreuzweg und die beiden Farbglasfenster im Chor (Christus und Maria) stammen aus dem 19. Jahrhundert. Aus der Bauzeit der Kapelle datiert dagegen der von Lukas Regli geschaffene spätbarocke Hochaltar. Das Retabel ist zweistöckig und weist regionaltypische gedrechselte Säulen auf. Die zentrale Figur stellt den als Beschützer der Reisenden, speziell bei Flussüberquerungen, verehrten Kirchenpatron Johannes Nepomuk mit einem Palmzweig als Zeichen des Martyriums dar. Die vier Altarfiguren wurden im 19. Jahrhundert im Tirol gefertigt und ersetzen die ursprünglichen Figuren.

## Trivia
Färnigen war einer der Drehorte des Spielfilms Das gefrorene Herz von Xavier Koller aus dem Jahr 1979.

## Galerie

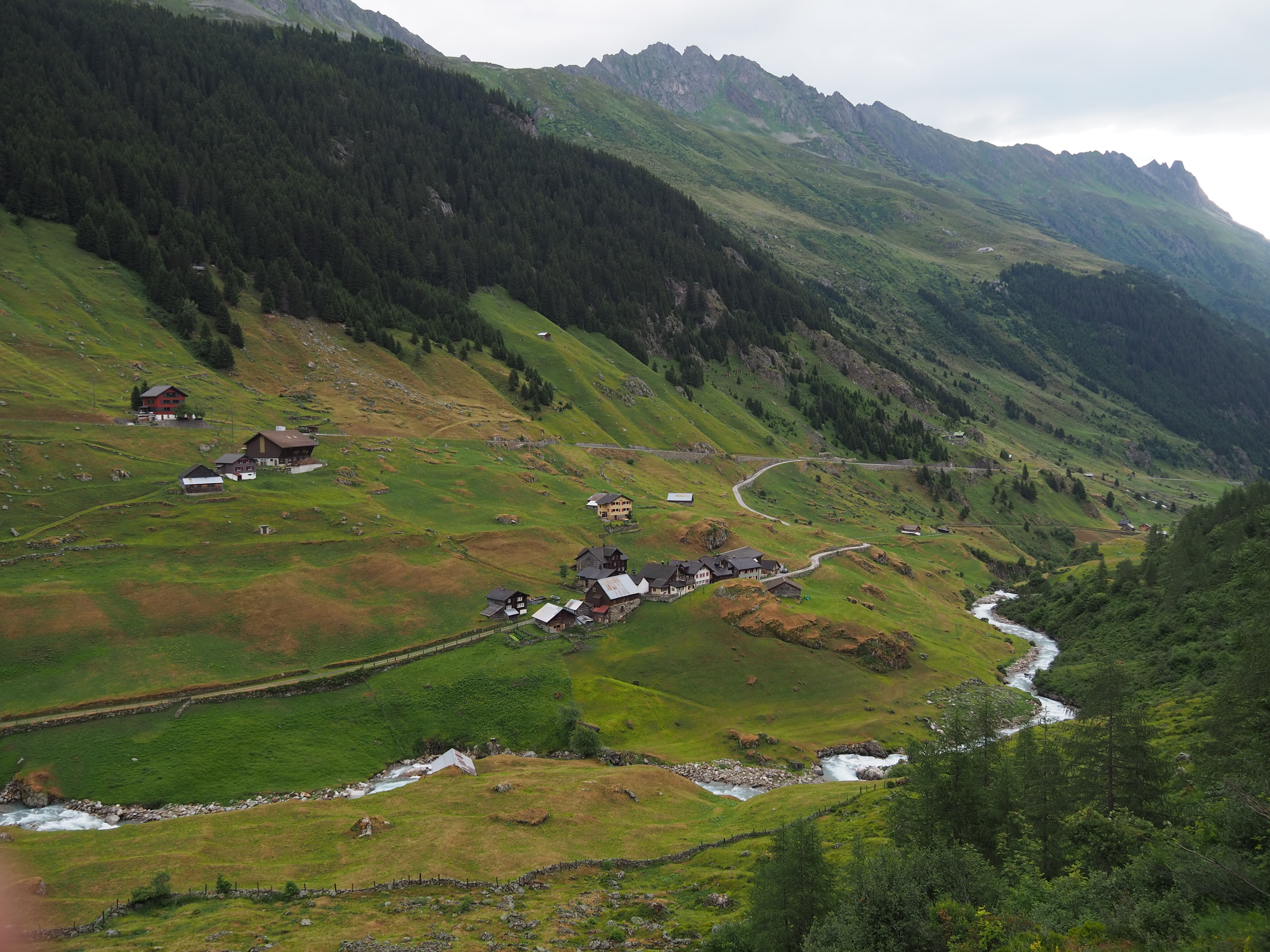
Färnigen von Südwesten
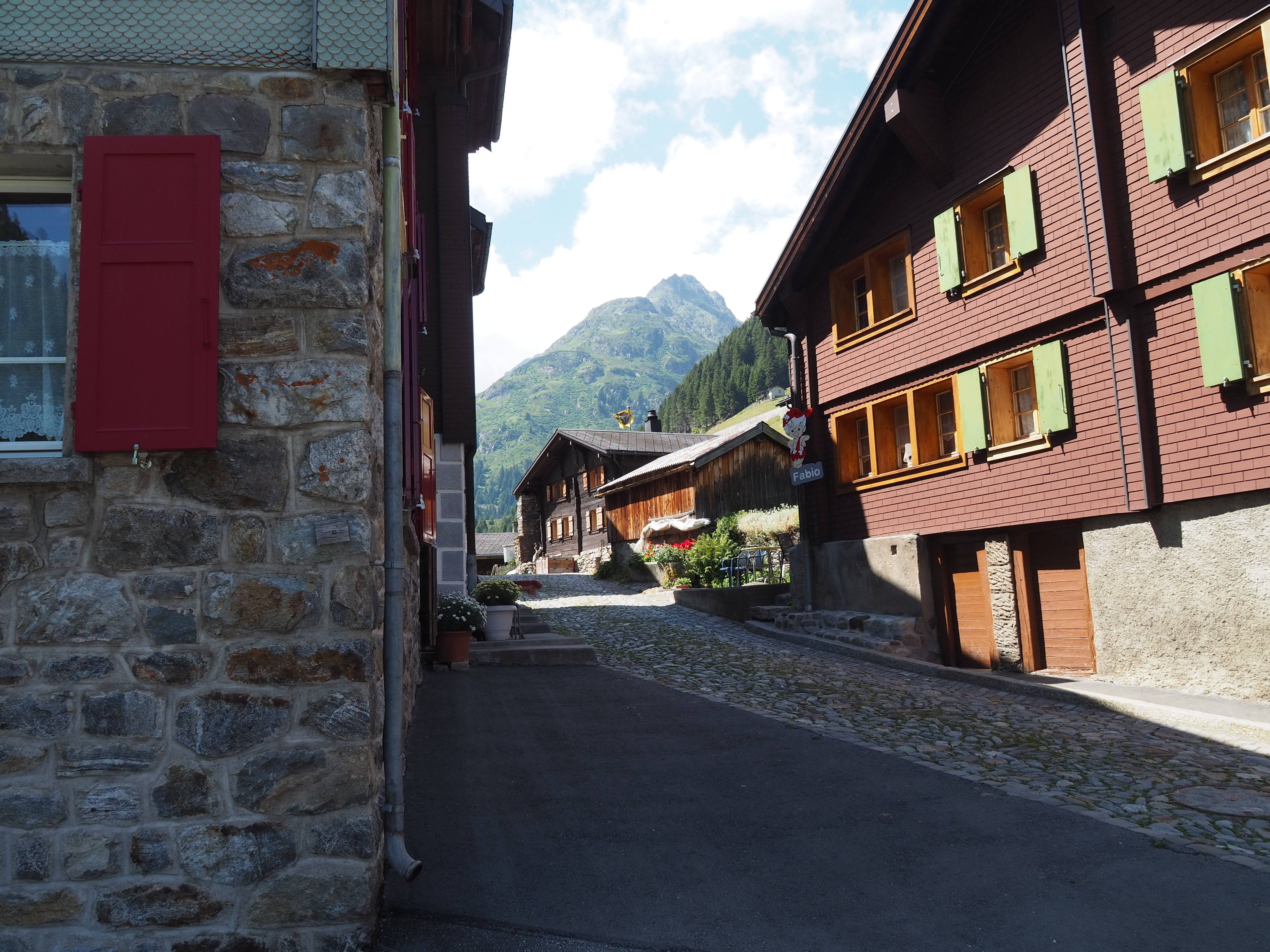
Ortsbild
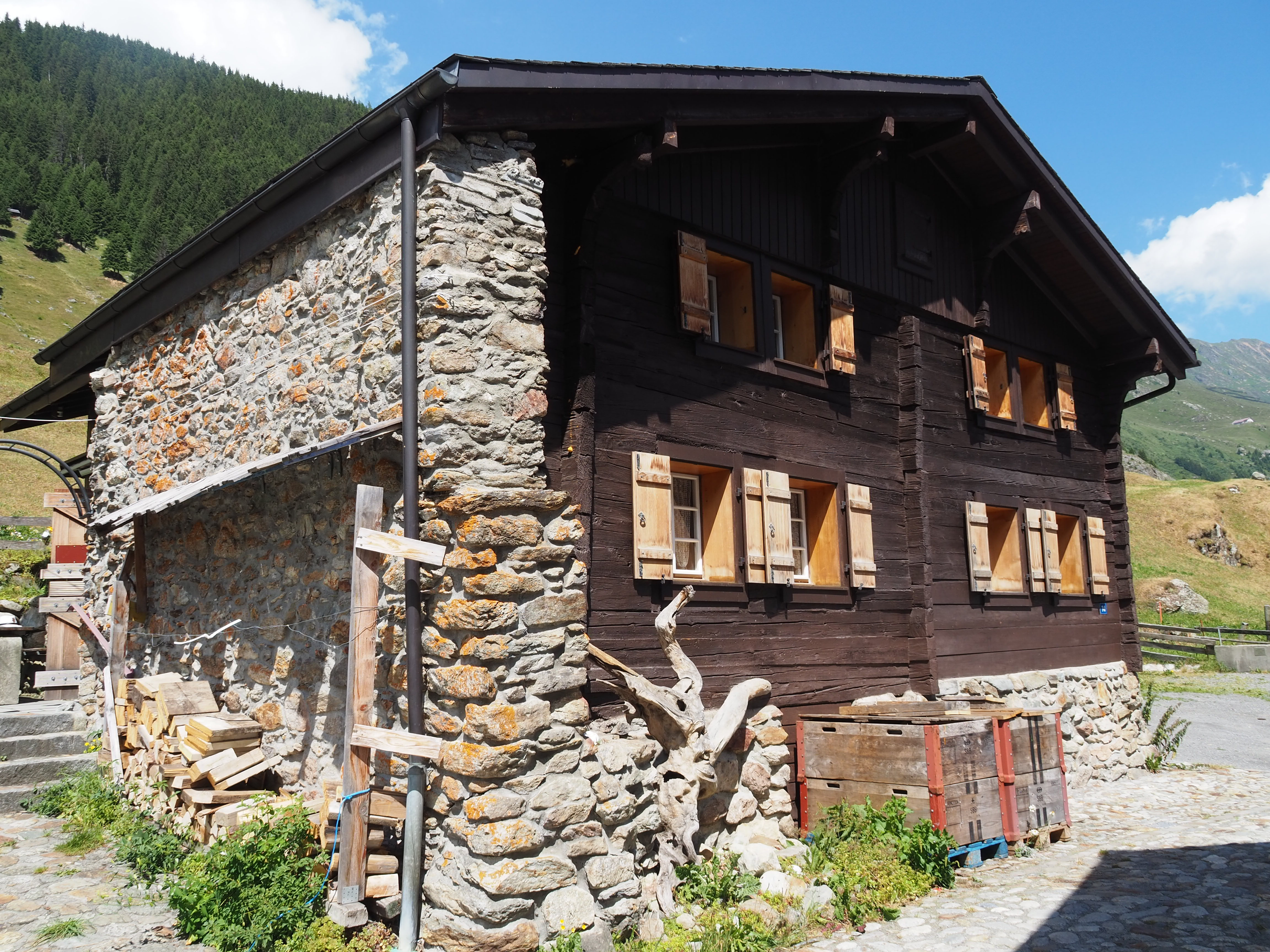
«Heidenmauer» mit angebautem «Gabrielihaus»
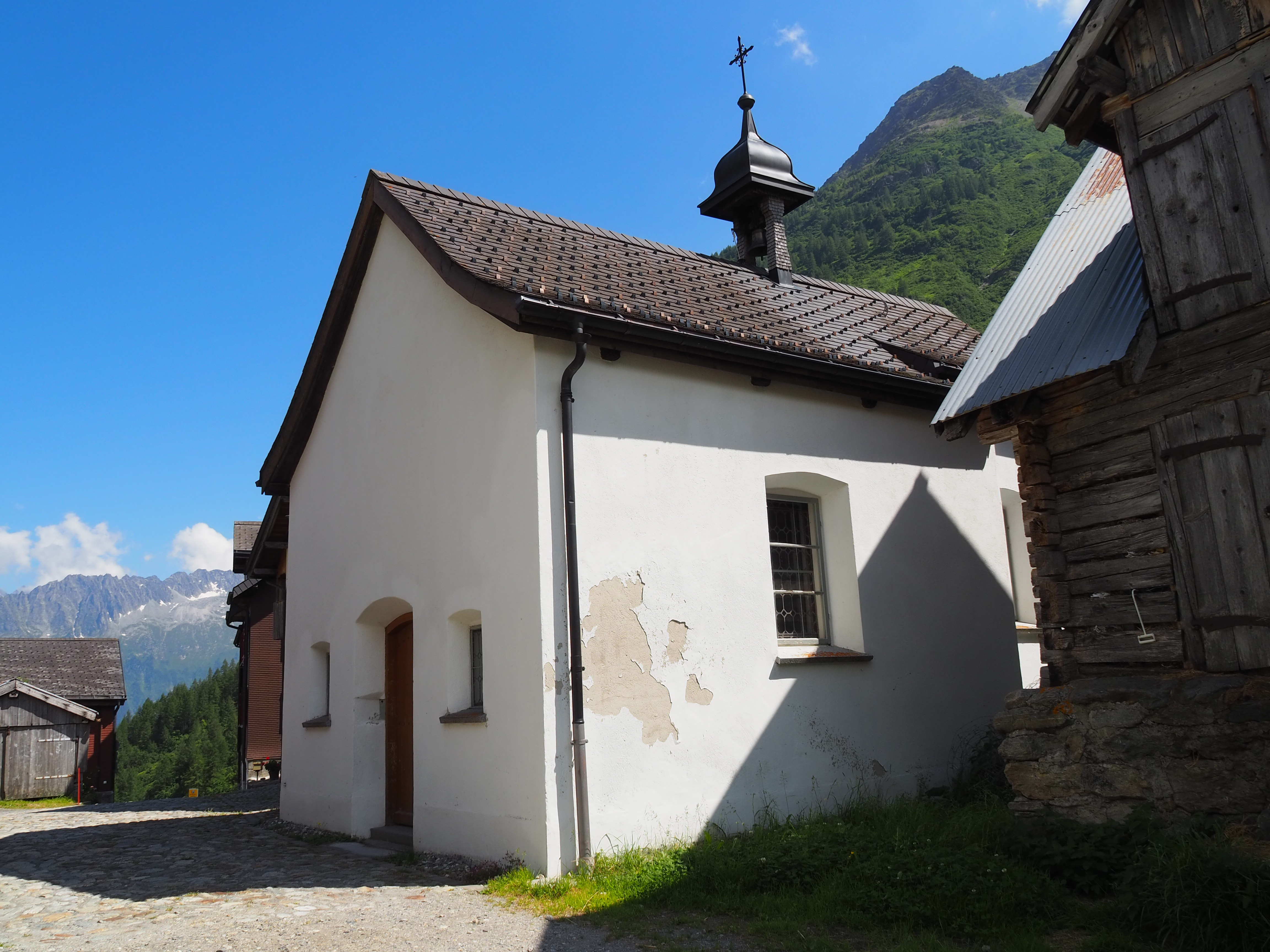
Kapelle St. Johann Nepomuk, aussen
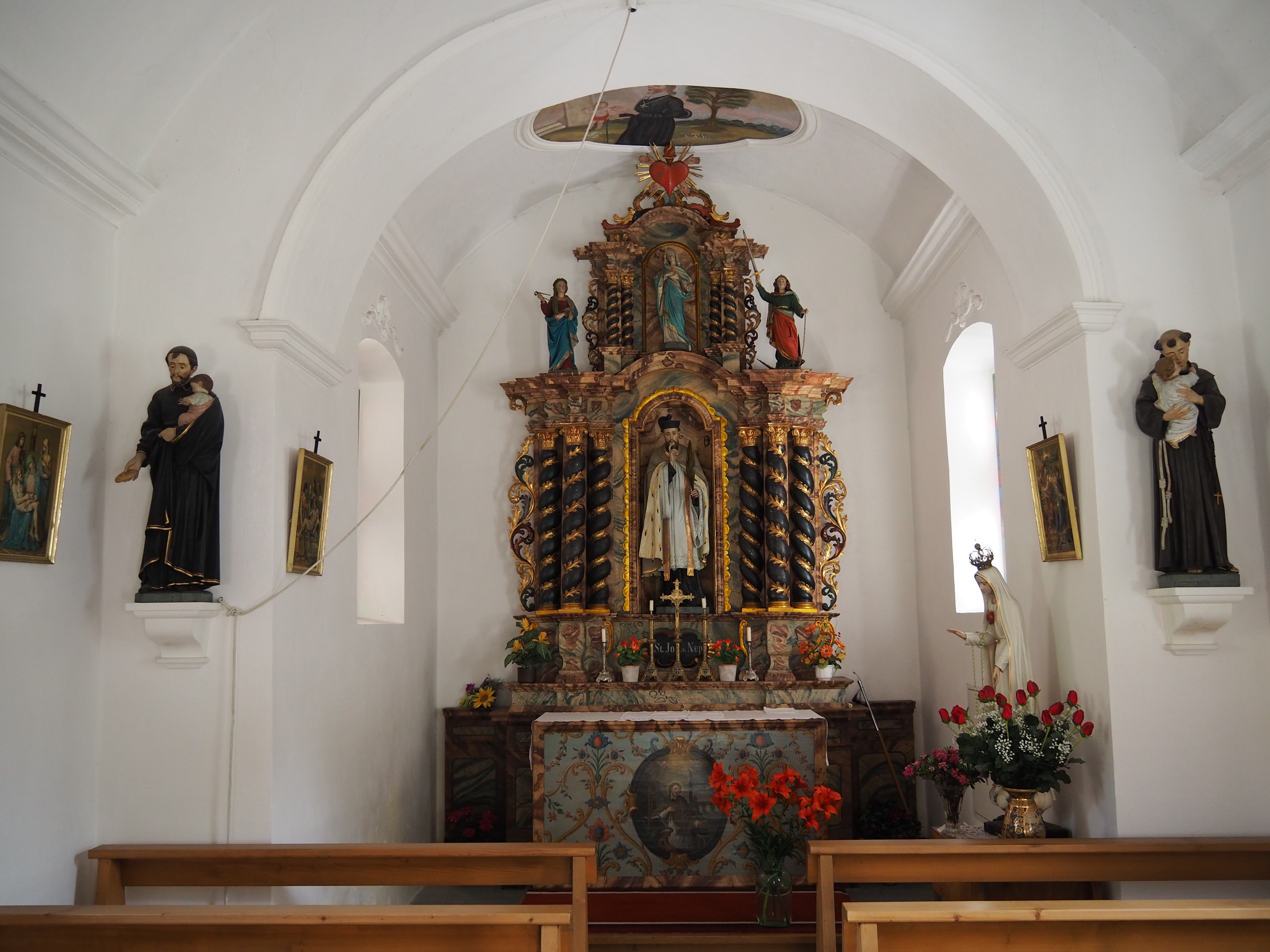
Kapelle St. Johann Nepomuk, innen
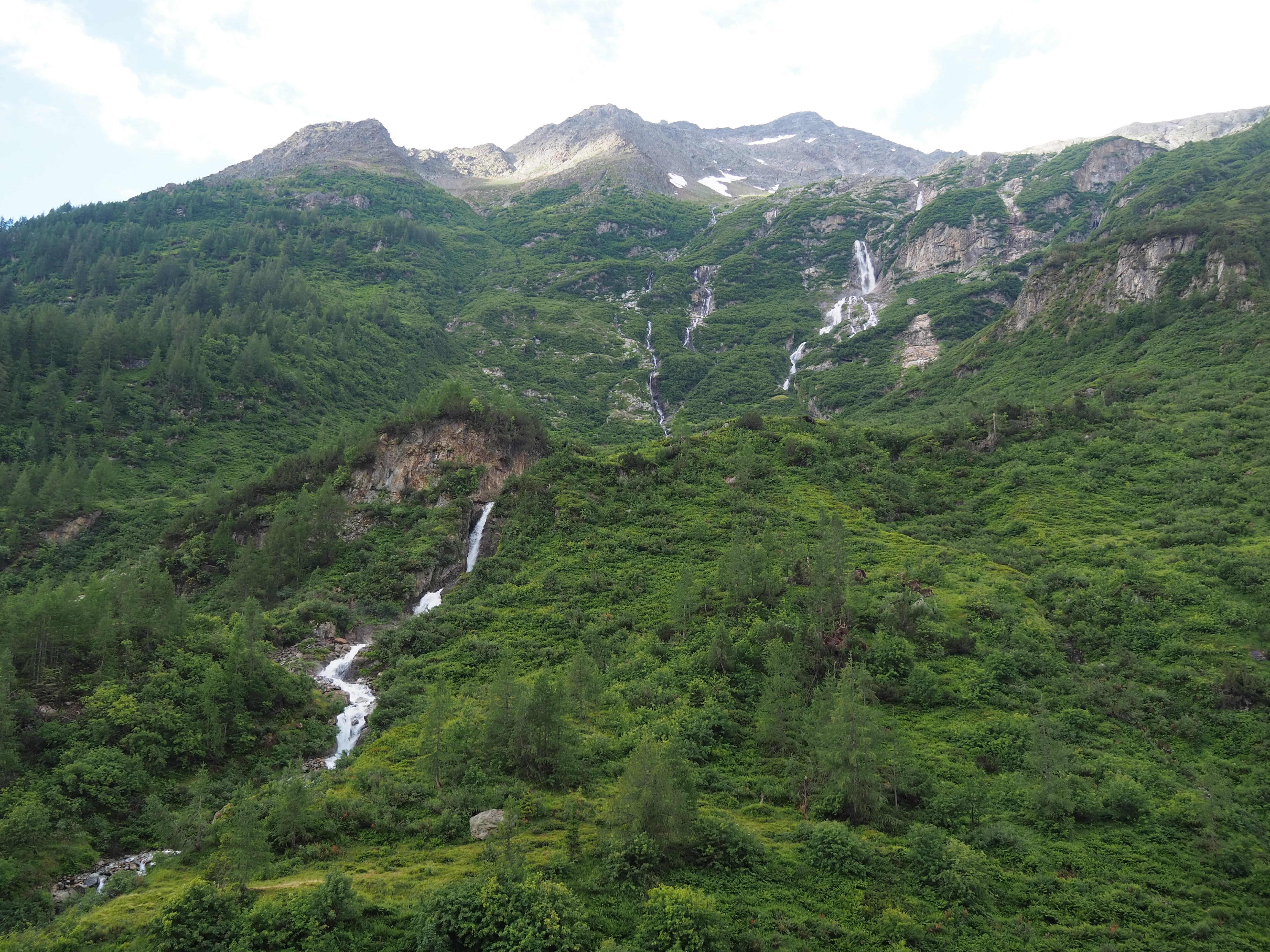
Wasserfälle bei Färnigen
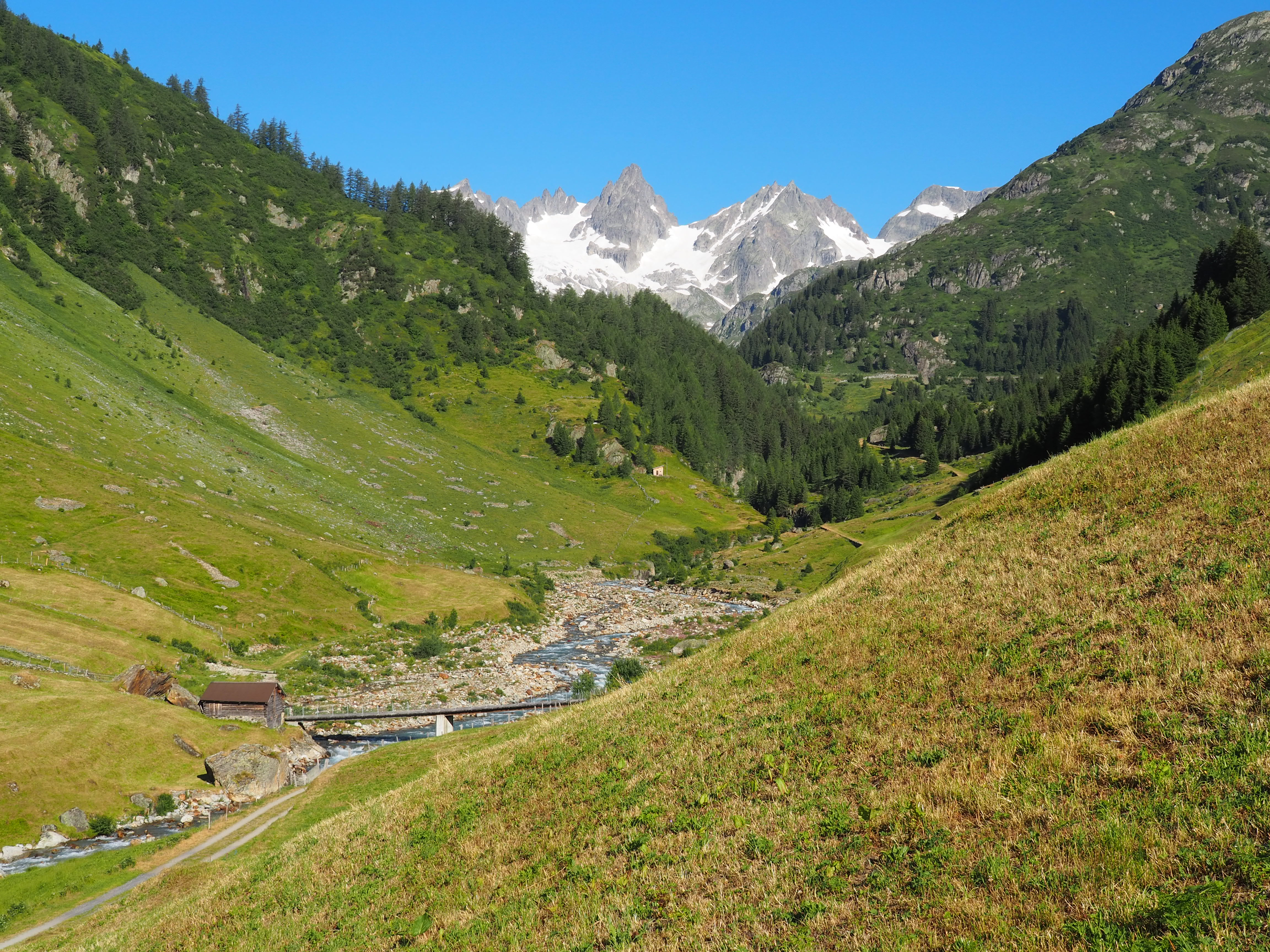
Blick nach Westen mit Wendenhorn